# Ikešima
Ikešima (japonsky: 池島) je malý ostrov v prefektuře Nagasaki v Japonsku.

## Historie

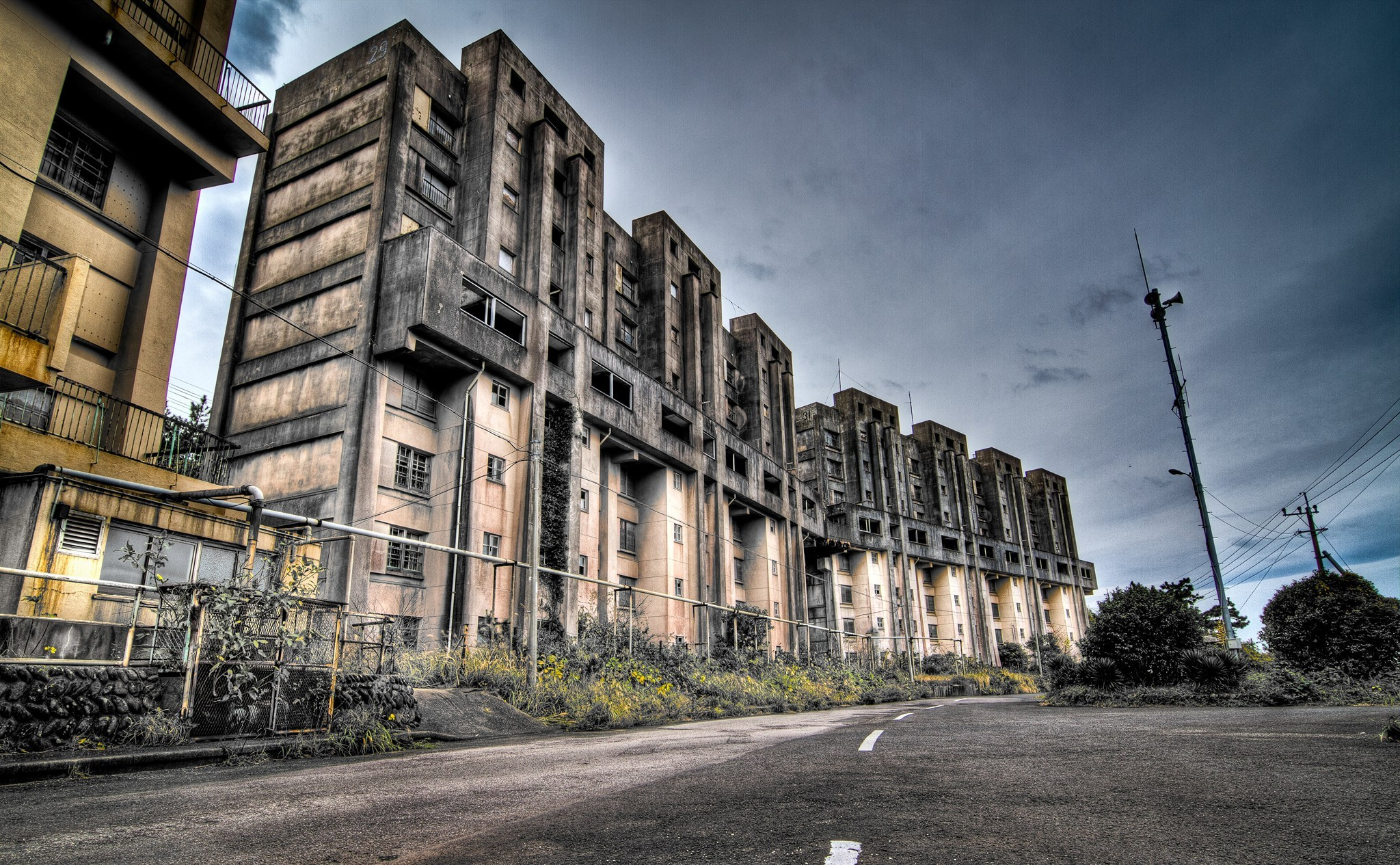
Opuštěné obytné budovy na ostrově

V roce 1913 zdejší pozemky koupila důlní společnost Mitsui Mining kvůli těžbě černého uhlí. Těžit se začalo v roce 1959. Vysoké platy a zvyšující se poptávka po uhlí na ostrov začala přivádět množství dělníků, načež se muselo přistoupit k výstavbě vysokých rezidenčních budov. Než se tak stalo, bydlelo na ostrově zhruba jen 300 stálých obyvatel. Dle některých zdrojů, zde v nejlepších obdobích bydlelo až 20 tisíc lidí, jiné mluví o 8 tisíc obyvatel. V roce 1984 se těžilo více než 1,5 milionu tun, čímž produkce dosáhla svého vrcholu. Důl se potýkal s nehodami a problémem začal být i konkurenční levnější dovoz uhlí ze zahraničí. Definitivní uzavření dolu přišlo 28. listopadu 2001, kdy 2500 dělníků dostalo výpověď. Tím se také vyprázdnily desítky bytových domů. V roce 2018 zde žilo 130 obyvatel, většinou z řad bývalých horníků v důchodu a početná populace koček.

## Turismus
Jsou snahy udělat z ostrova turistický cíl pro milovníky urbexu, ale ostrov se zatím nedostal do povědomí jako např. slavný opuštěný ostrov Hašima. V roce 2016 bylo z bývalé radnice vytvořeno muzeum a přibyla možnost na ostrově přespat. Ostrov je dostupný trajektem, který sem zajíždí několikrát denně.